# Nasiternella hyperborea
Nasiternella hyperborea är en tvåvingeart som först beskrevs av Osten Sacken 1861.  Nasiternella hyperborea ingår i släktet Nasiternella och familjen hårögonharkrankar. Inga underarter finns listade i Catalogue of Life.